# 矾

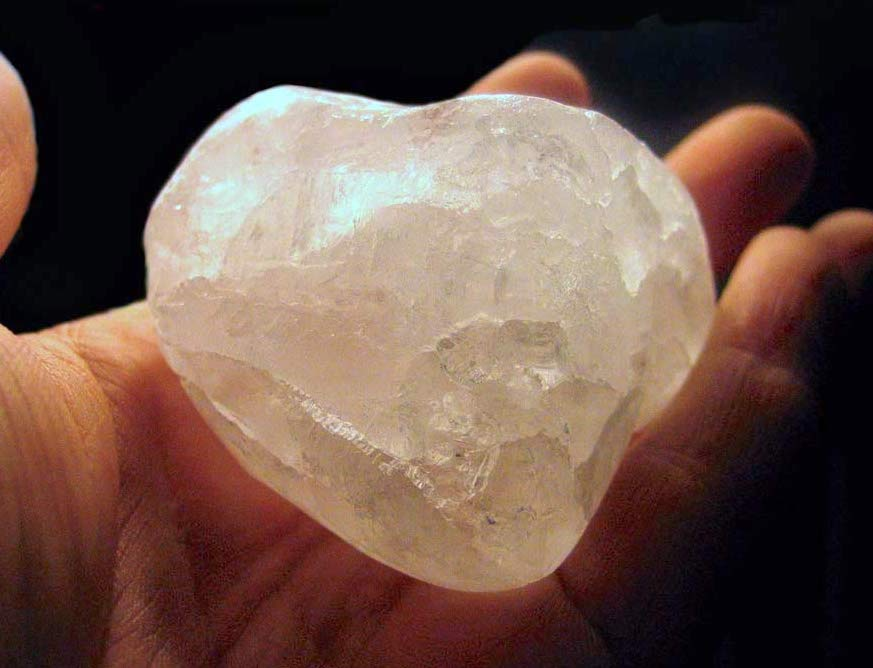
一塊鉀明礬 (KAl(SO4)2·12(H2O))

礬（alum）又稱明礬是一類化合物，通常指含鋁的硫酸複鹽水合物，其一般化學式為{\displaystyle {\ce {XAl(SO4)2}}}·{\displaystyle {\ce {12(H2O)}}}，其中X為單價陽離子，像是鉀離子或是銨離子。其中明礬指的是鉀明礬，其化學式為{\displaystyle {\ce {KAl(SO4)2}}}·{\displaystyle {\ce {12(H2O)}}}。其它礬類則需指明單價陽離子為何，像是鈉明礬或是銨明礬。
礬類此名稱也更廣泛地用於稱呼其他類似複鹽，這些類似物具有相同的化學式和結構，只是鋁被其它三價金屬金屬離子（像是鉻）所取代，或是硫被其它氧族元素（像是硒）取代。這些類似複鹽以鉻明礬 {\displaystyle {\ce {KCr(SO4)2}}}·{\displaystyle {\ce {12(H2O)}}} 最為常見。

## 生產
一些礬類以天然礦物的型式存在，其中最重要的是明礬石。
最重要的幾個礬類，像是鉀明礬、鈉明礬及銨明礬，皆有工業生產。步驟通常牽涉到硫酸鋁與另一單價陽離子的硫酸鹽的結合。硫酸鋁則通常由硫酸處理片岩、鋁土礦及冰晶石後得到。

## 種類

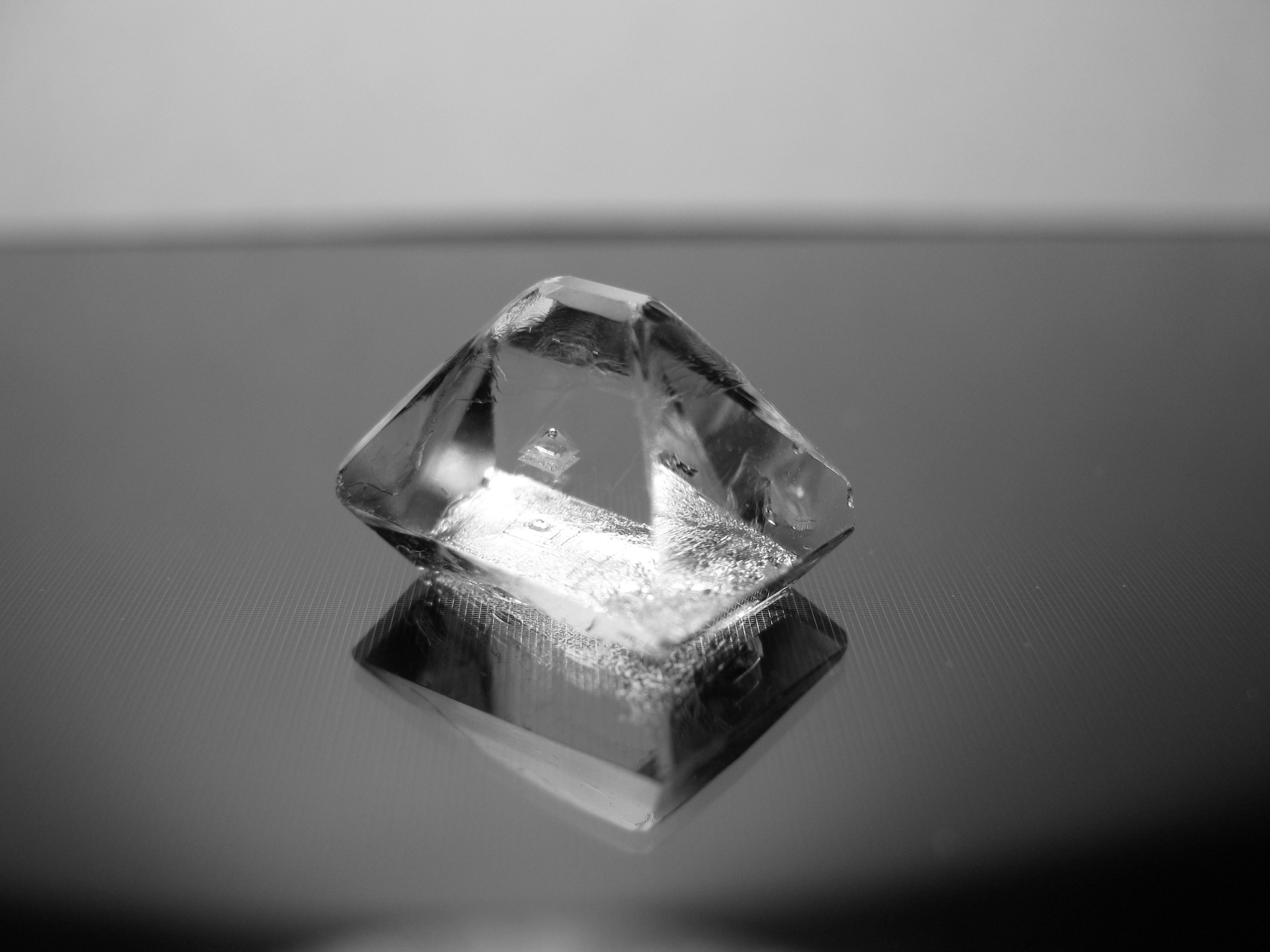
鉀明礬晶體

若礬中的三價陽離子為鋁，則以單價陽離子以之命名。不像其它的鹼金族離子，鋰離子不會形成礬類，因其離子半徑過小。最重要的礬類包括
- 鉀明礬，{\displaystyle {\ce {KAl(SO4)2}}}·{\displaystyle {\ce {12(H2O)}}}，由于是此大类最重要成员，又直接简称为明礬。
- 鈉明礬，{\displaystyle {\ce {NaAl(SO4)2}}}·{\displaystyle {\ce {12(H2O)}}}。
- 銨明礬，{\displaystyle {\ce {NH4Al(SO4)2}}}·{\displaystyle {\ce {12(H2O)}}}。

## 化學性質
帶鋁的礬類有著共通的化學性質，它們溶於水，有甜味，石蕊測試為酸性，晶體形狀為正八面體。在礬類中兩個金屬離子分別被六個結晶水包圍，加熱後會先熔化，結晶水脫離，然後鹽會開始發泡及膨脹，最後留下無晶形的粉末。它們是收斂劑。

### 晶體結構
礬類晶體有三種，分別是α、β及γ。1927年，James M. Cork及威廉·布拉格(William Lawrence Bragg)報告了第一份礬類的X射線晶體結構，並用其來研究類質同形取代的恢復相位技巧。.

### 溶解度
不同礬類的溶解度相差甚大，鉀明礬易溶於水，但銫明礬及銣明礬只略溶於水。以下表格列出了各礬類的溶解度。
在溫度T，一百份水可溶解：
| T      | 銨明礬 | 鉀明礬 | 銣明礬 | 銫明礬 |
| ------ | ------ | ------ | ------ | ------ |
| 0 °C   | 2.62   | 3.90   | 0.71   | 0.19   |
| 10 °C  | 4.50   | 9.52   | 1.09   | 0.29   |
| 50 °C  | 15.9   | 44.11  | 4.98   | 1.235  |
| 80 °C  | 35.20  | 134.47 | 21.60  | 5.29   |
| 100 °C | 70.83  | 357.48 |        |        |

## 用途
中藥外用：解毒殺蟲、燥濕止癢
內服：止血止瀉、清熱消痰
用膽汁製備為膽礬可以湧吐、解毒收濕、蝕瘡祛腐

## 相關化合物

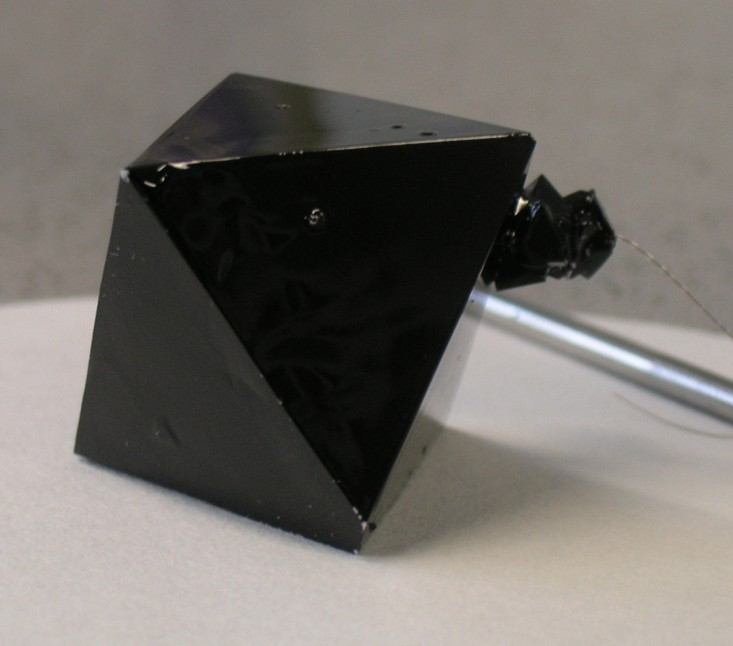
鉻明礬晶體

許多三價金屬都可形成礬類，最一般的形式為{\displaystyle {\ce {XM(SO4)2}}}·{\displaystyle {\ce {n(H2O)}}}。其中X為鹼金屬或是銨根，M為三價金屬，n通常為12。最重要的例子為鉻明礬 ({\displaystyle {\ce {KCr(SO4)2}}}·{\displaystyle {\ce {12(H2O)}}})，一個由鉻形成的暗紫色硫酸複鹽，可用於鞣製。
一般而言，鹼金屬的原子半徑越大，礬類就越容易形成。此規則第一次由Locke在1902年闡述，他發現若某三價金屬不會形成銫明礬，則該金屬也不會和其它鹼金屬或是銨根形成明礬。

### 含硒明礬
用硒取代硫酸根中的硫變成硒酸根 ({\displaystyle {\ce {SeO_4^2-}}}) 後，即形成硒明礬或是硒酸明礬。它們是強氧化劑。

### 混礬
某些狀況下有可能會產生帶不同單價或三價陽離子的固溶體。

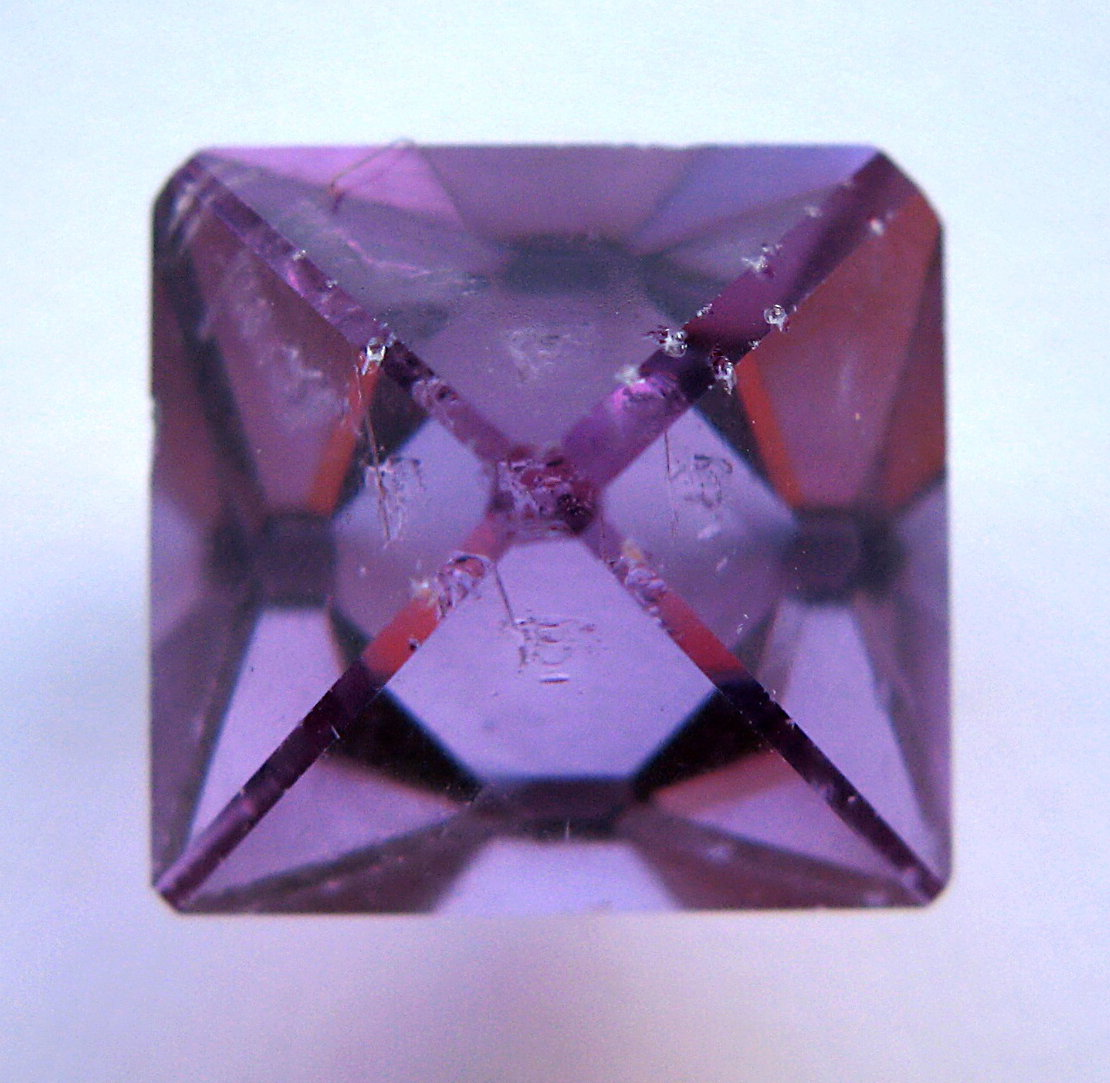
混入少許鉻明礬後的紫色礬晶體

### 其它水合物
一般礬類帶有12個結晶水，但若結晶水數目不同也可概稱為礬類，像是纖鈉明礬及纖鉀明礬中的11個結晶水，胍明礬({\displaystyle {\ce {CH6N3+}}})及二甲胺明礬({\displaystyle {\ce {(CH3)2NH2+}}})中的6個結晶水，綠鉀鐵礬中的4個結晶水，硫酸鉈鈽中的1個結晶水，以及無水明礬（斜鉀鐵礬）。

### 其它硫酸複鹽
有一種化合物，其化學式為{\displaystyle {\ce {ASO4}}}·{\displaystyle {\ce {B2(SO4)3}}}·{\displaystyle {\ce {22(H2O)}}}，名為假礬。其中A為二價金屬離子，像是鈷（鈷假礬）、錳（錳假礬）或是鐵（鐵假礬）；B為三價金屬離子。
也存在形如{\displaystyle {\ce {A2SO4}}}·{\displaystyle {\ce {B2(SO4)3}}}·{\displaystyle {\ce {24(H2O)}}}的硫酸複鹽，其中A為單價陽離子，像是鈉、鉀、銣、銫、鉈，或是複合的單價陽離子像是銨根({\displaystyle {\ce {NH4+}}})、甲胺基({\displaystyle {\ce {CH3NH3+}}})、羥胺基({\displaystyle {\ce {HONH3+}}})、聯氨基({\displaystyle {\ce {N2H5+}}})；B則為三價金屬離子，像是鋁、鉻、鈦、錳、釩、鐵、鈷、鎵、鉬、銦、釕、銠、銥。也存在類似的硒酸鹽。可能的組合取決於單價陽離子、三價陽離子及陰離子的離子半徑大小。
Tutton鹽是形如{\displaystyle {\ce {A2SO4}}}·{\displaystyle {\ce {BSO4}}}·{\displaystyle {\ce {6(H2O)}}}的硫酸複鹽，其中A為單價陽離子，B為二價金屬離子。

## 延伸阅读
[在维基数据编辑]
 《欽定古今圖書集成·方輿彙編·坤輿典·礬部》，出自陈梦雷《古今圖書集成》